# Luoghi di culto di Ostia antica
L'antica città romana di Ostia ha conservato numerosi edifici di culto: sono presenti templi tradizionali, tra cui il Capitolium della colonia sulla piazza del Foro, edificati in varie epoche, ma anche santuari dedicati alle divinità orientali, diversi mitrei e sacelli, a volte ricavati in spazi privati. Sono anche presenti ambienti interpretati come luoghi di culto cristiani.

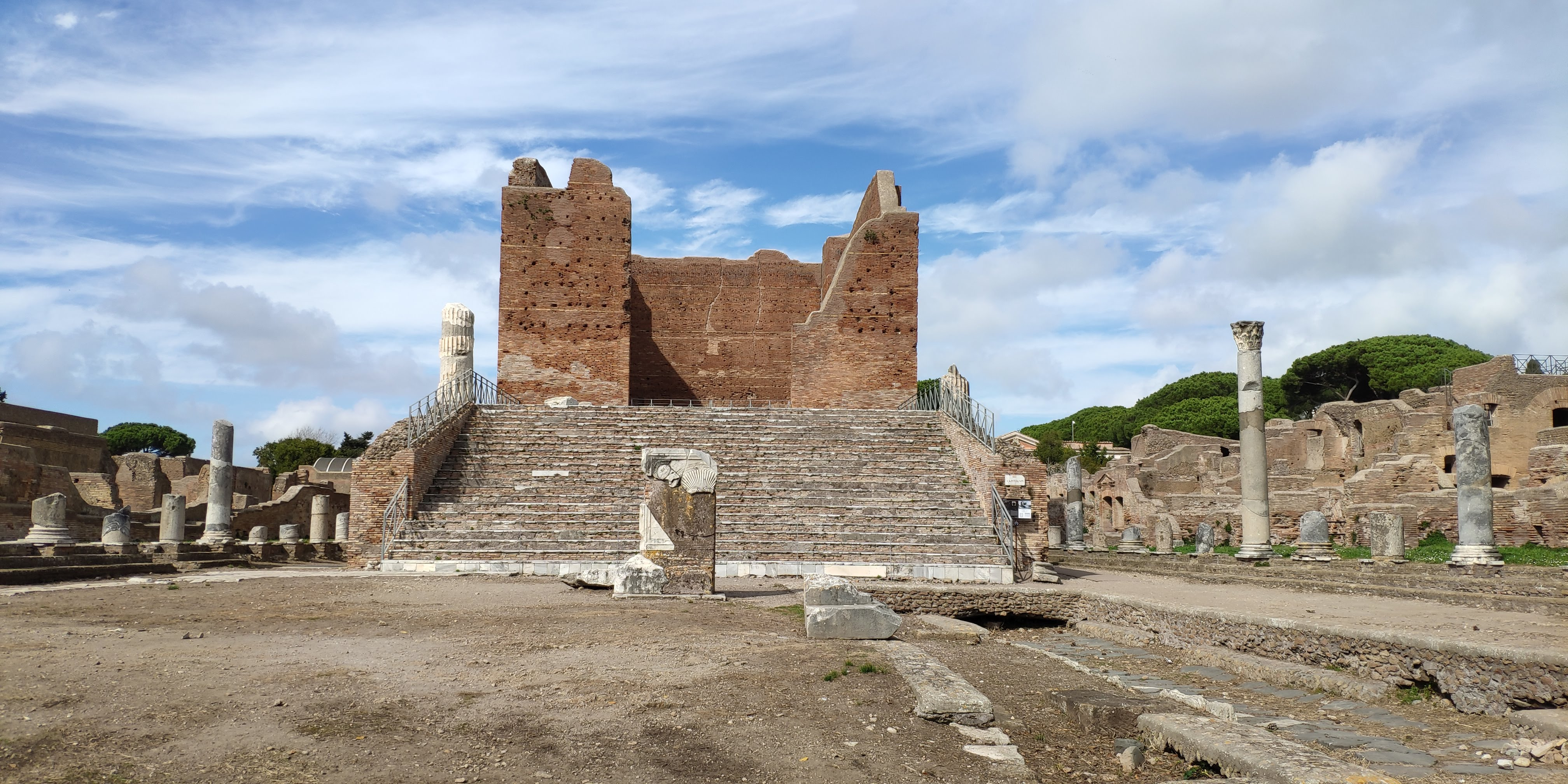
Capitolium

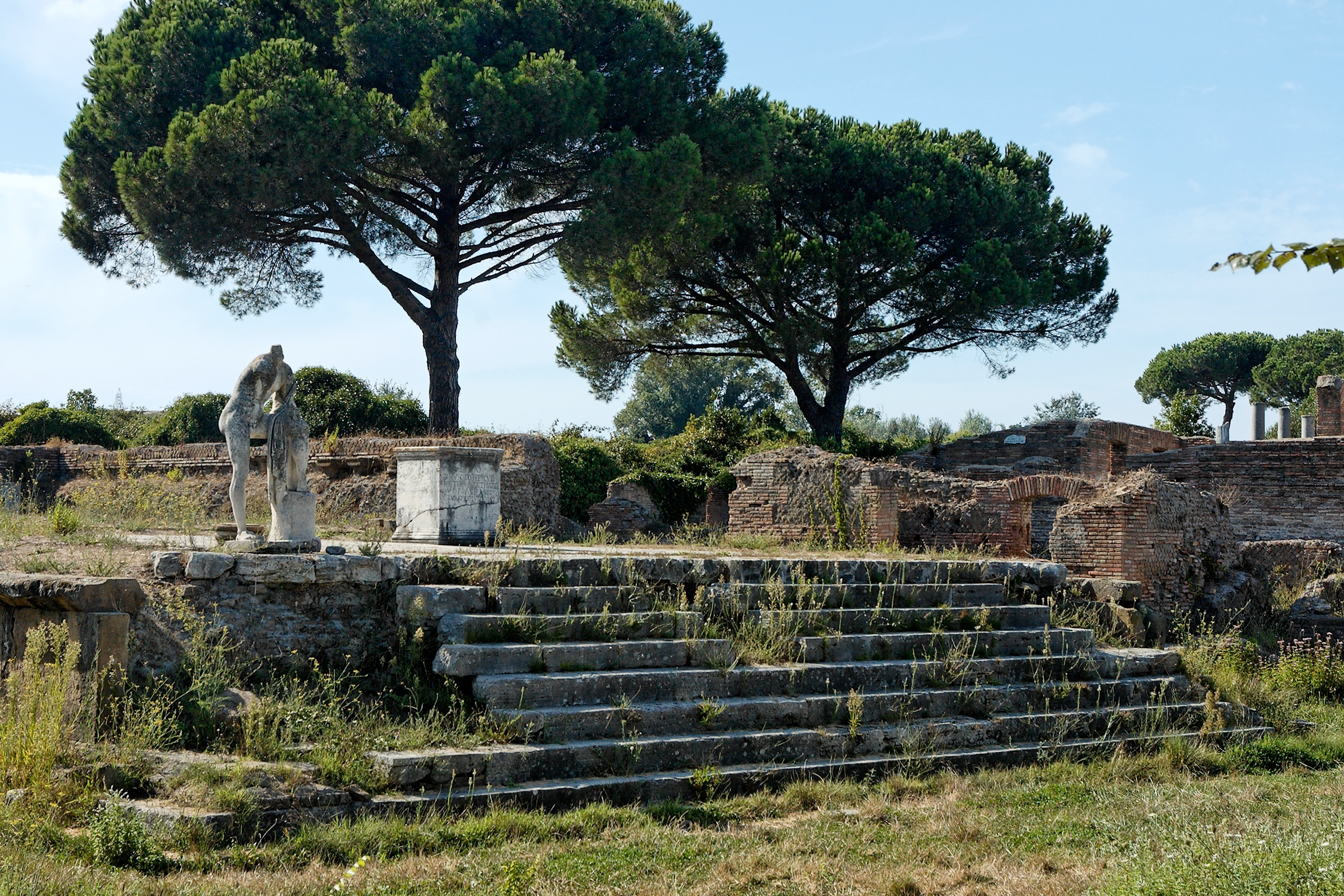
Tempio di Ercole

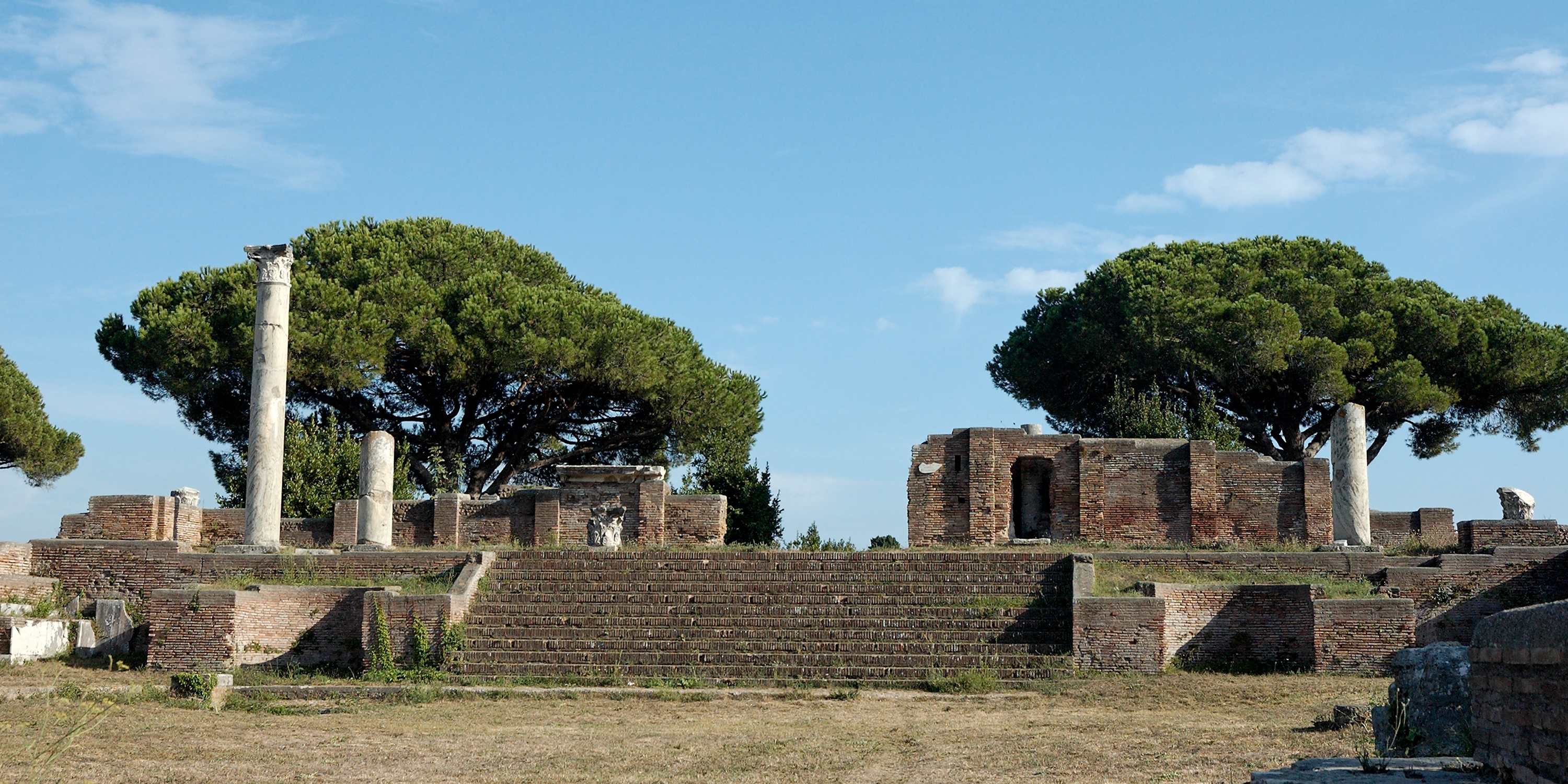
I resti della cella e del podio del Tempio rotondo dal piazzale antistante

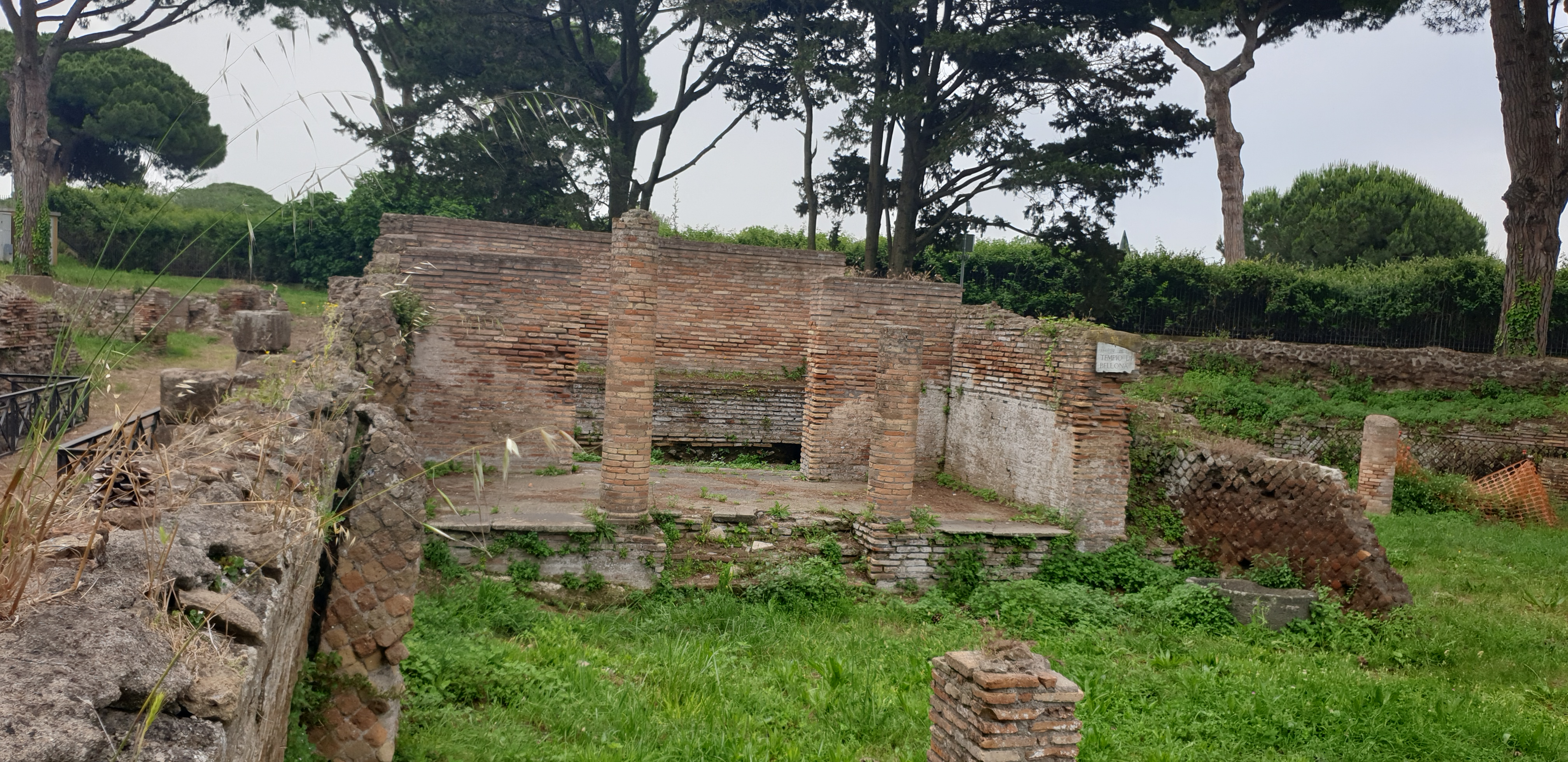
Tempio di Bellona

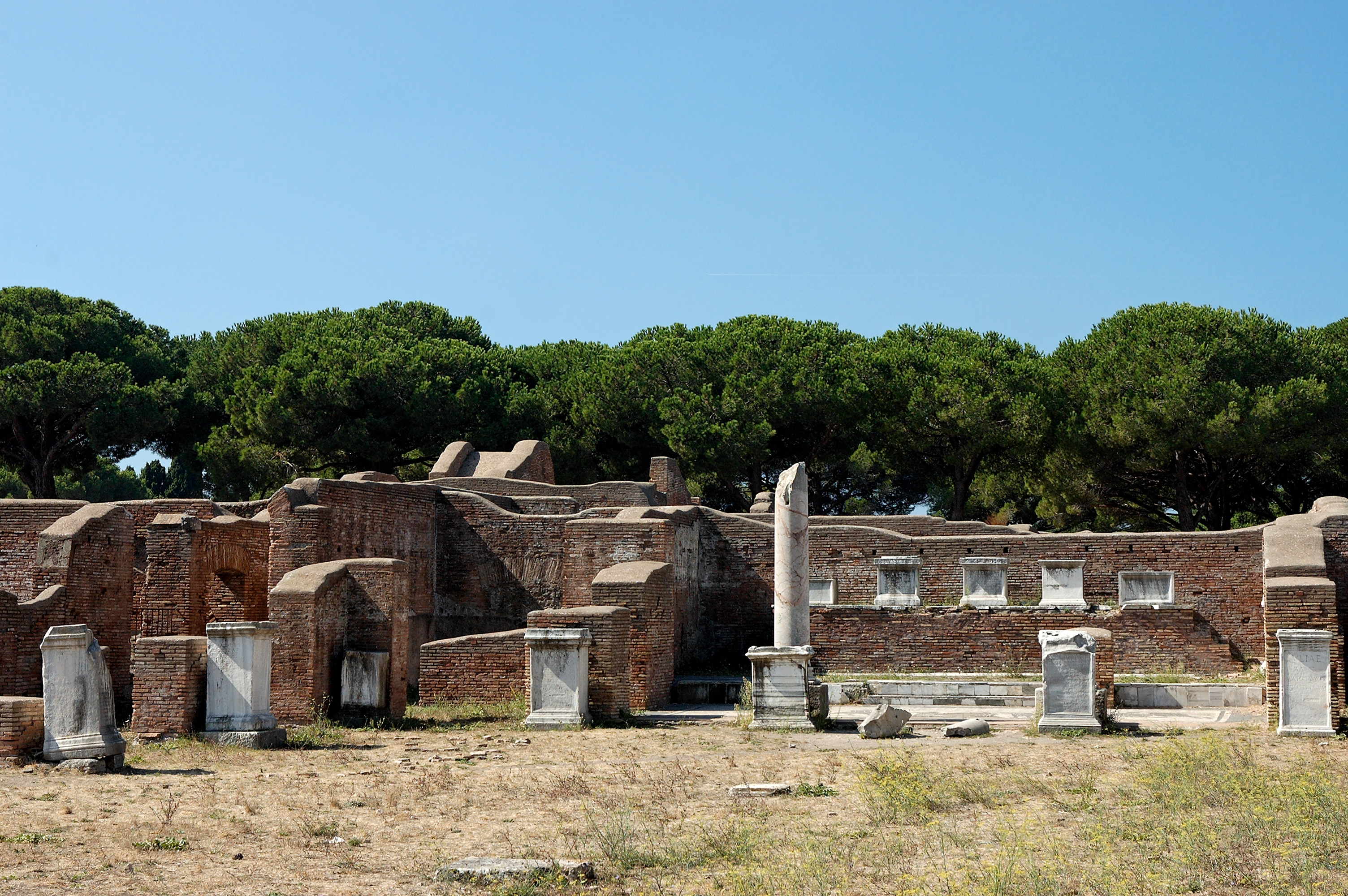
Santuario dell'imperatore nella caserma dei vigili

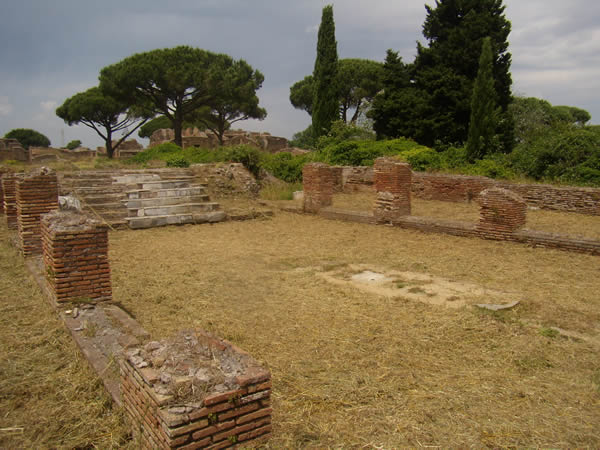
Tempio dei Fabri Navales

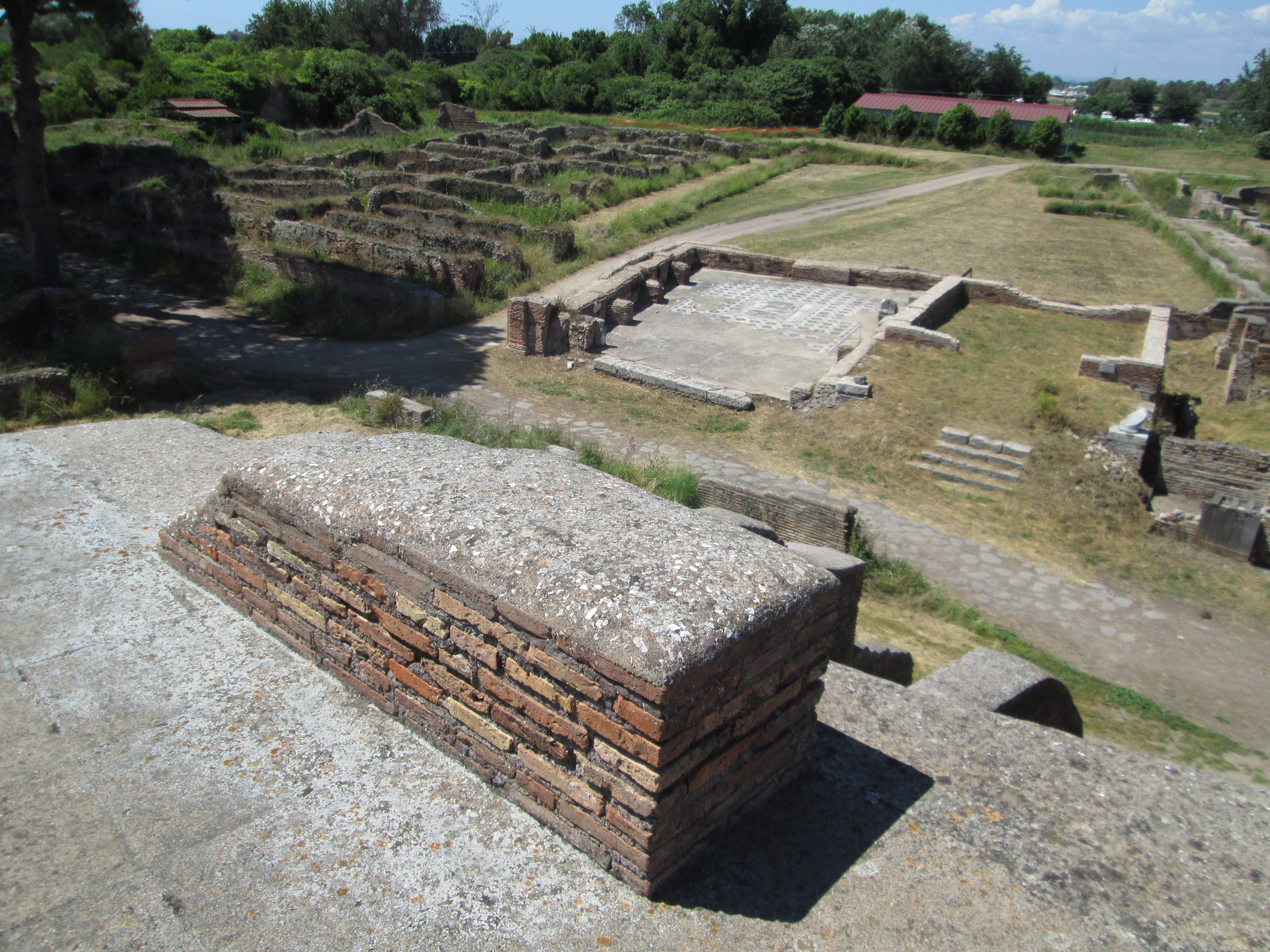
Tempio dei Mensores

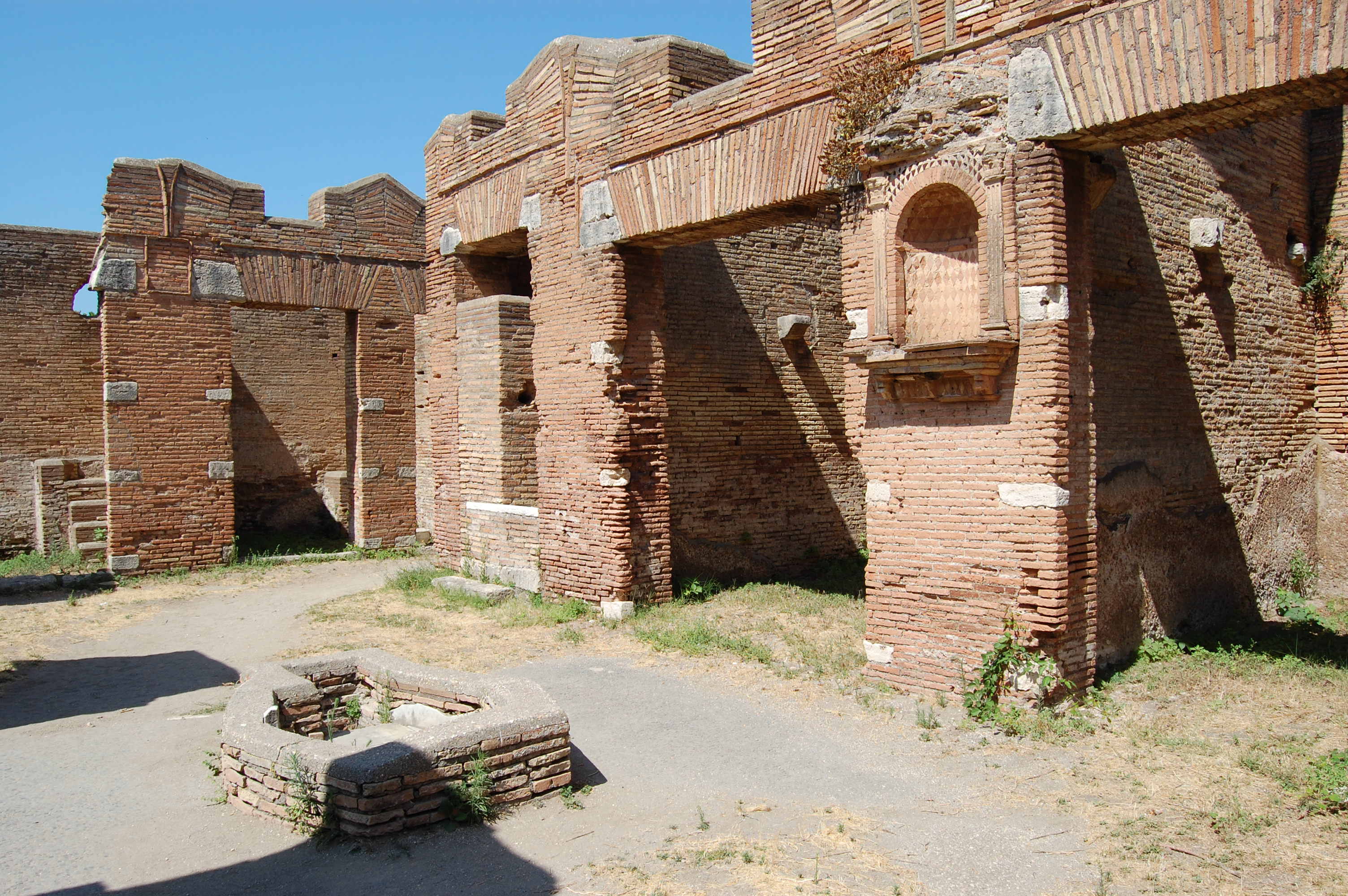
Compitum della piazza dei Lari

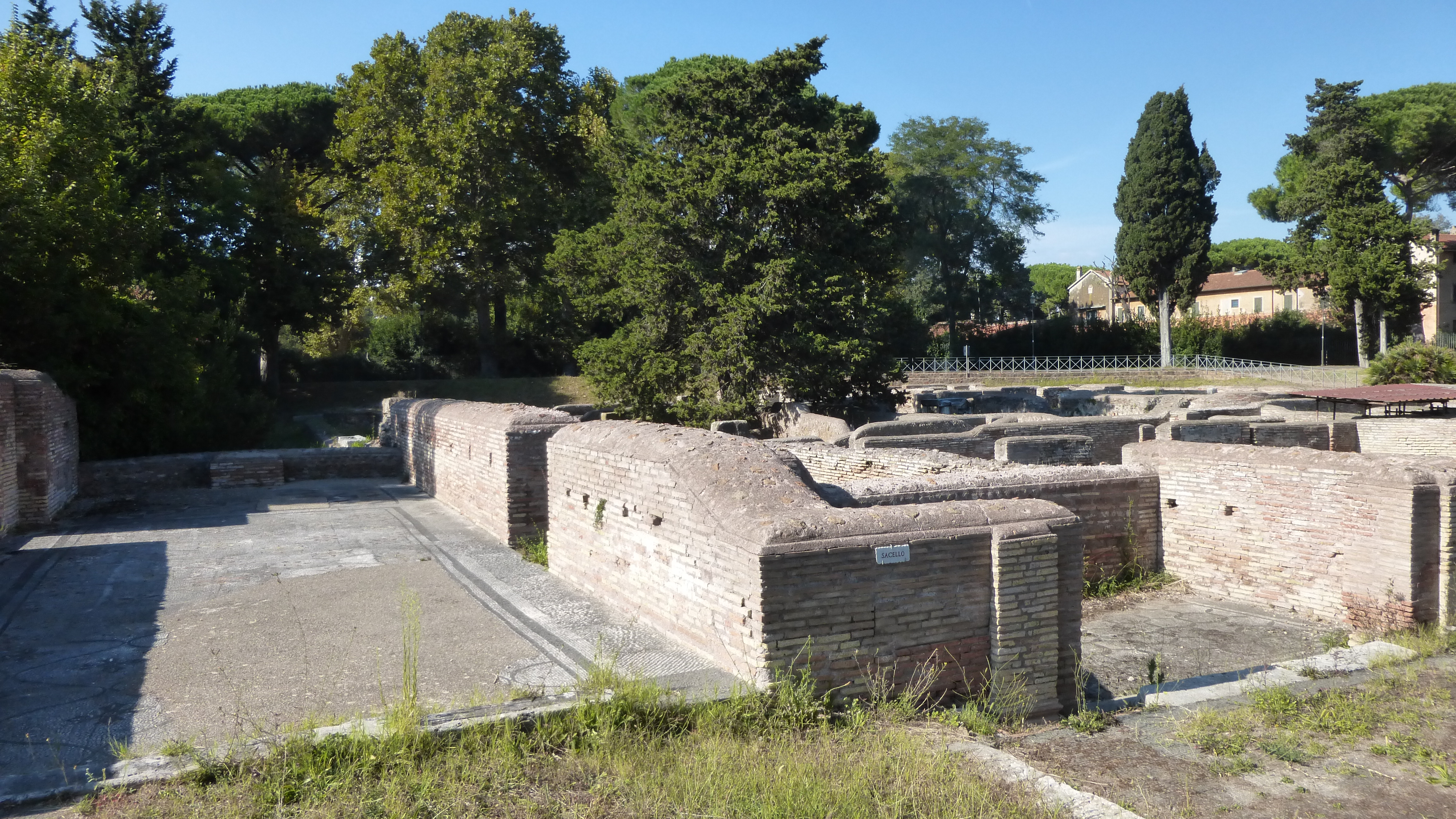
Sacello di Porta Romana

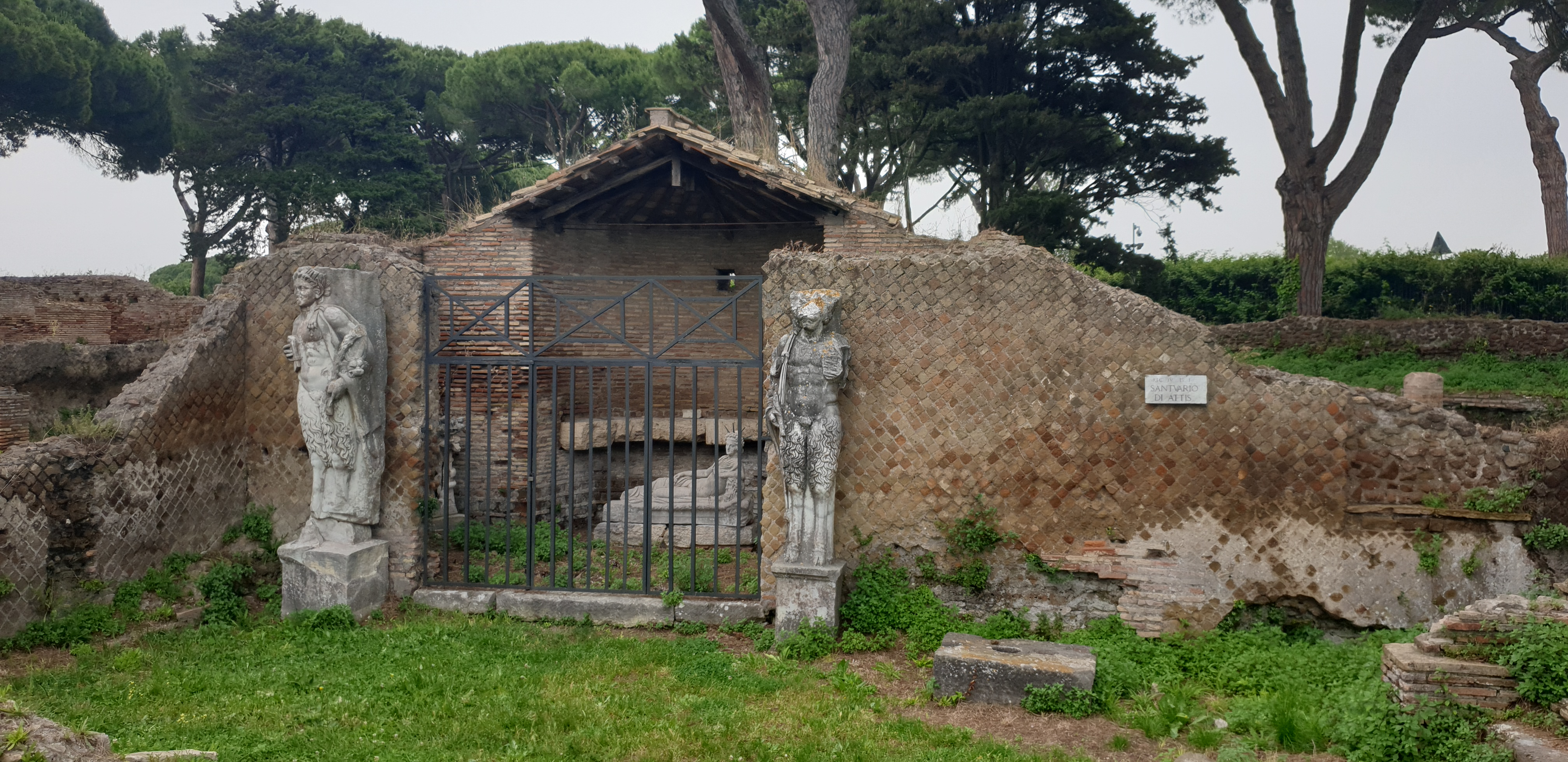
Santuario di Attis

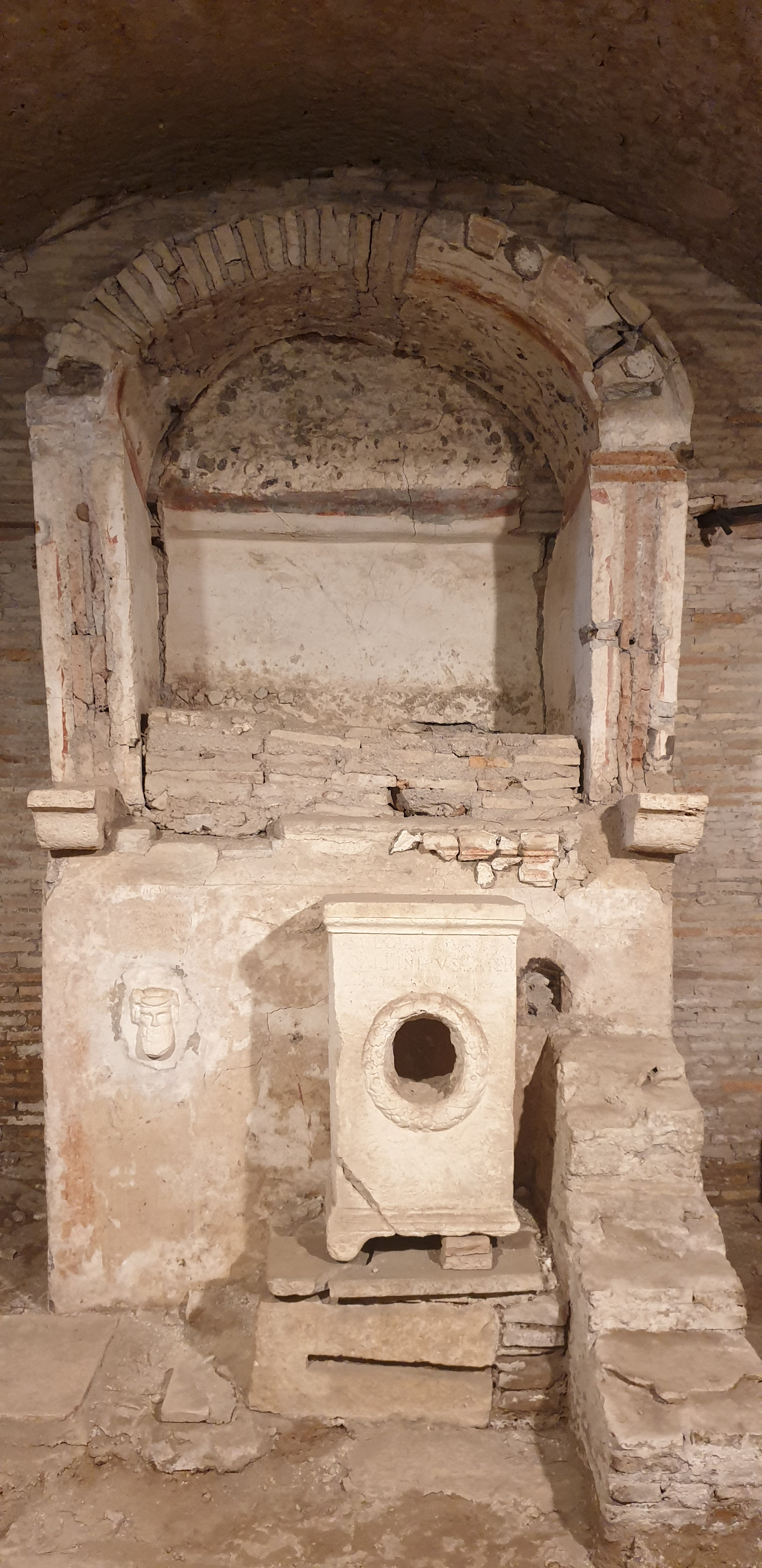
Mitreo della casa di Diana

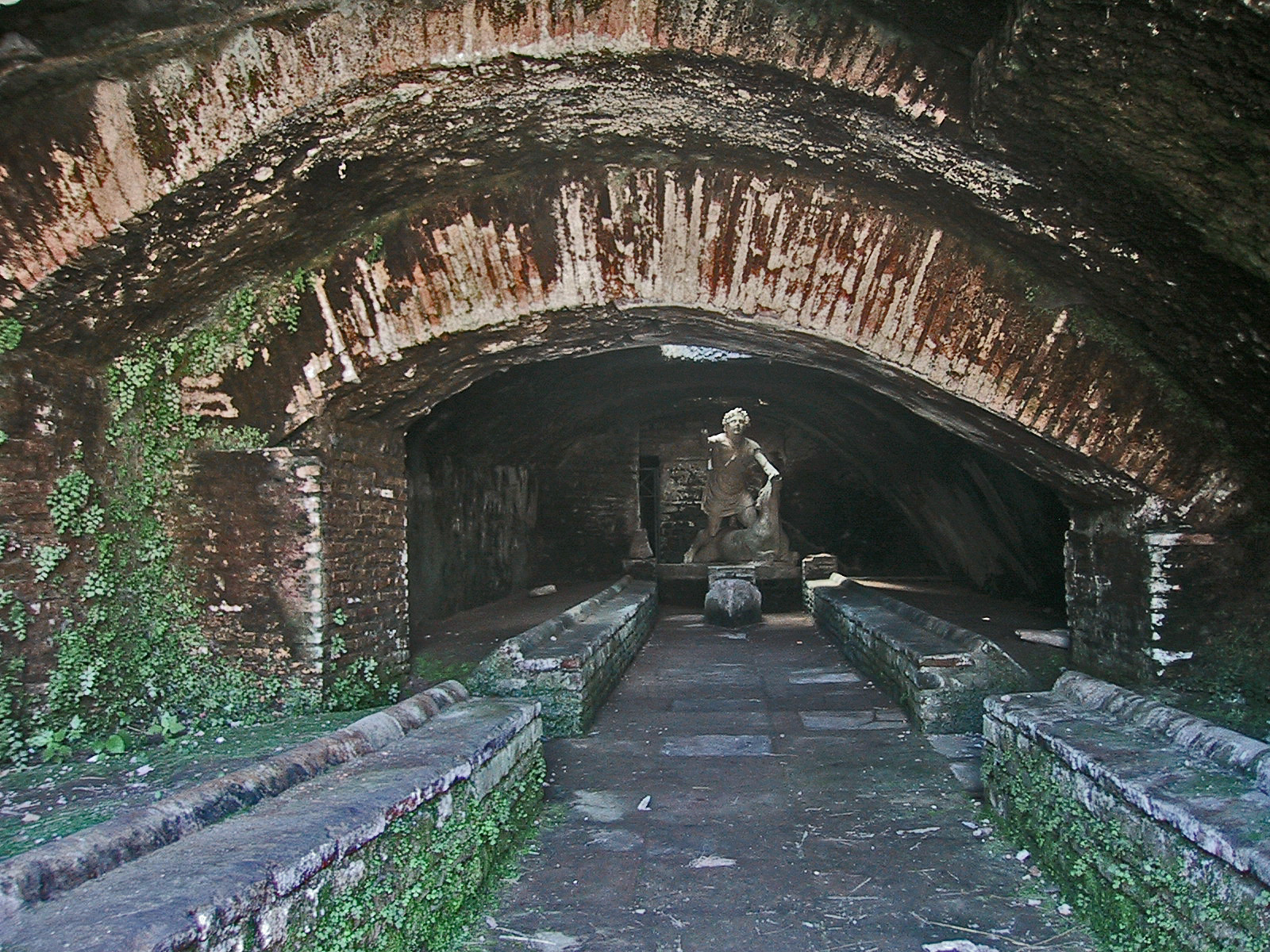
Mitreo delle Terme del Mitra

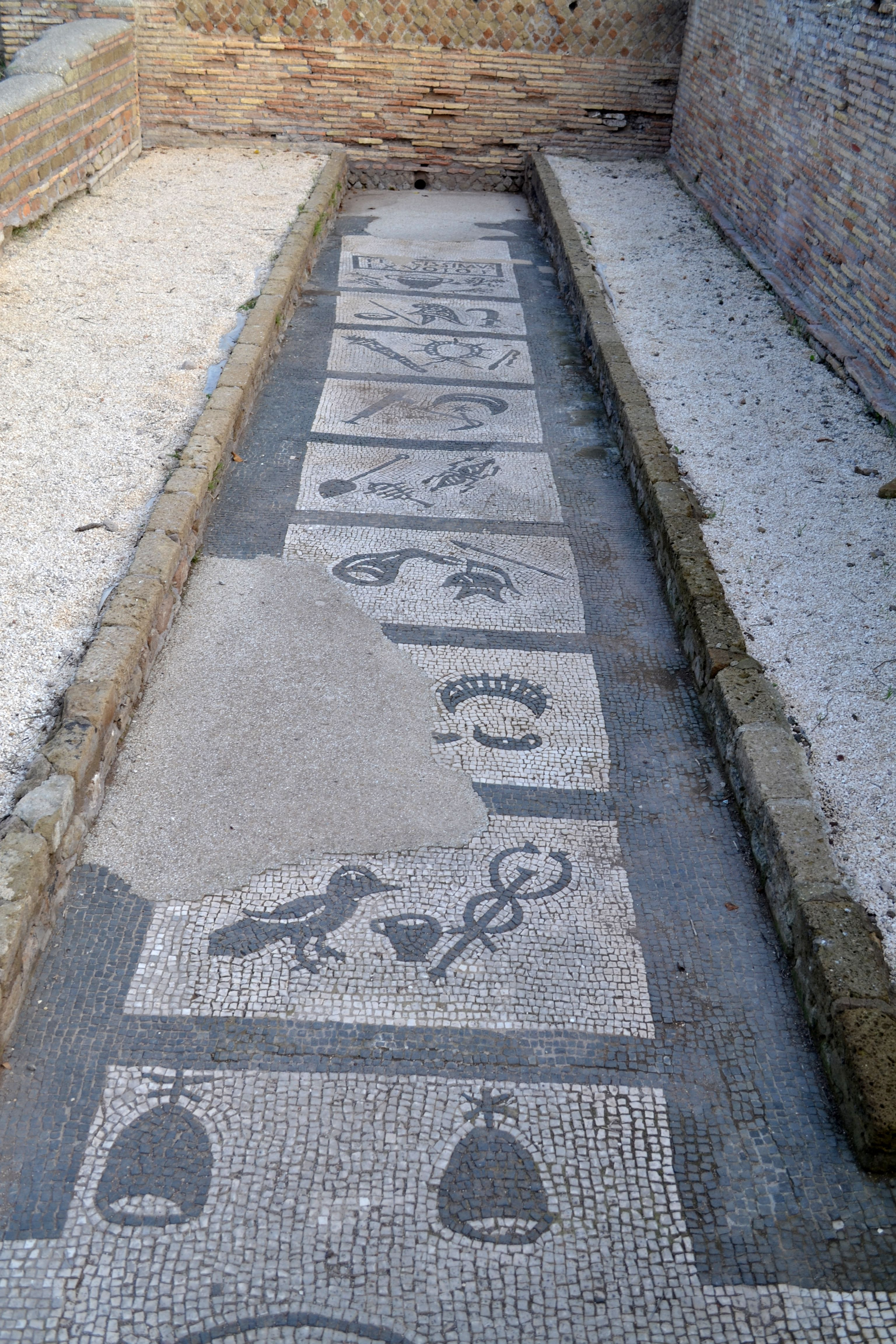
Mitreo di Felicissimo

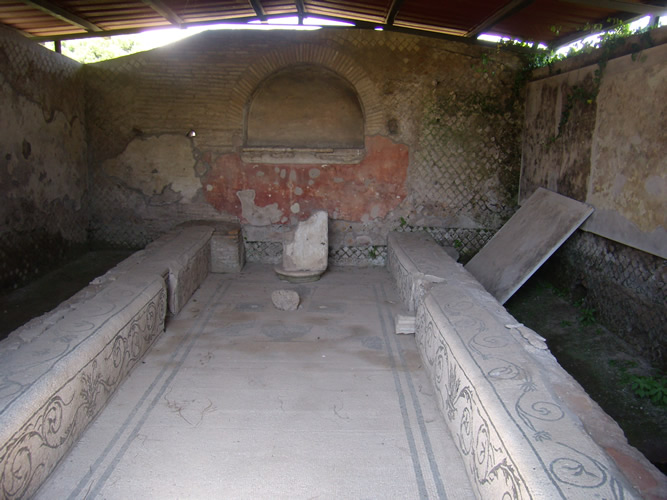
Mitreo delle Sette Porte

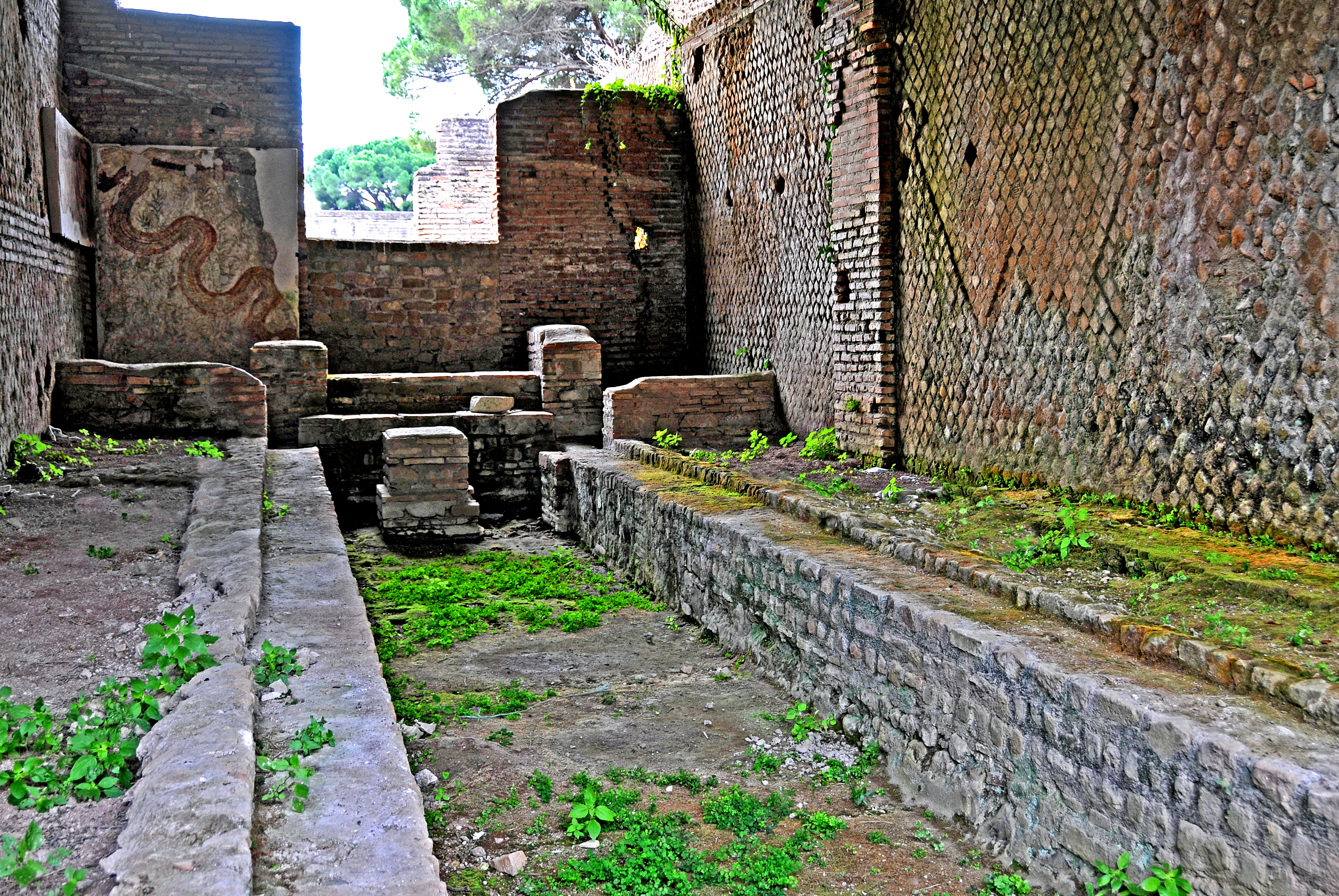
Mitreo dei Serpenti

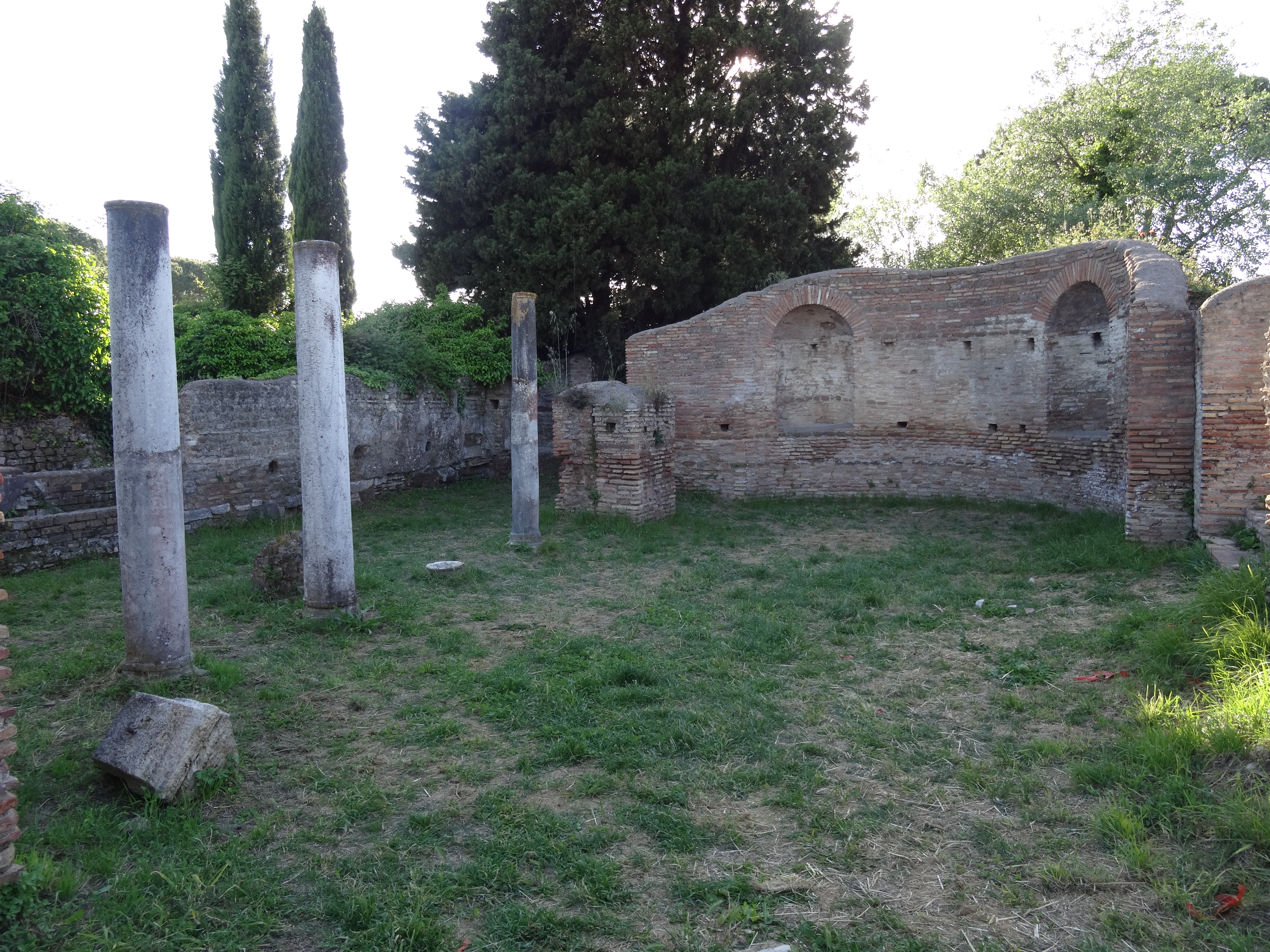
Basilica cristiana

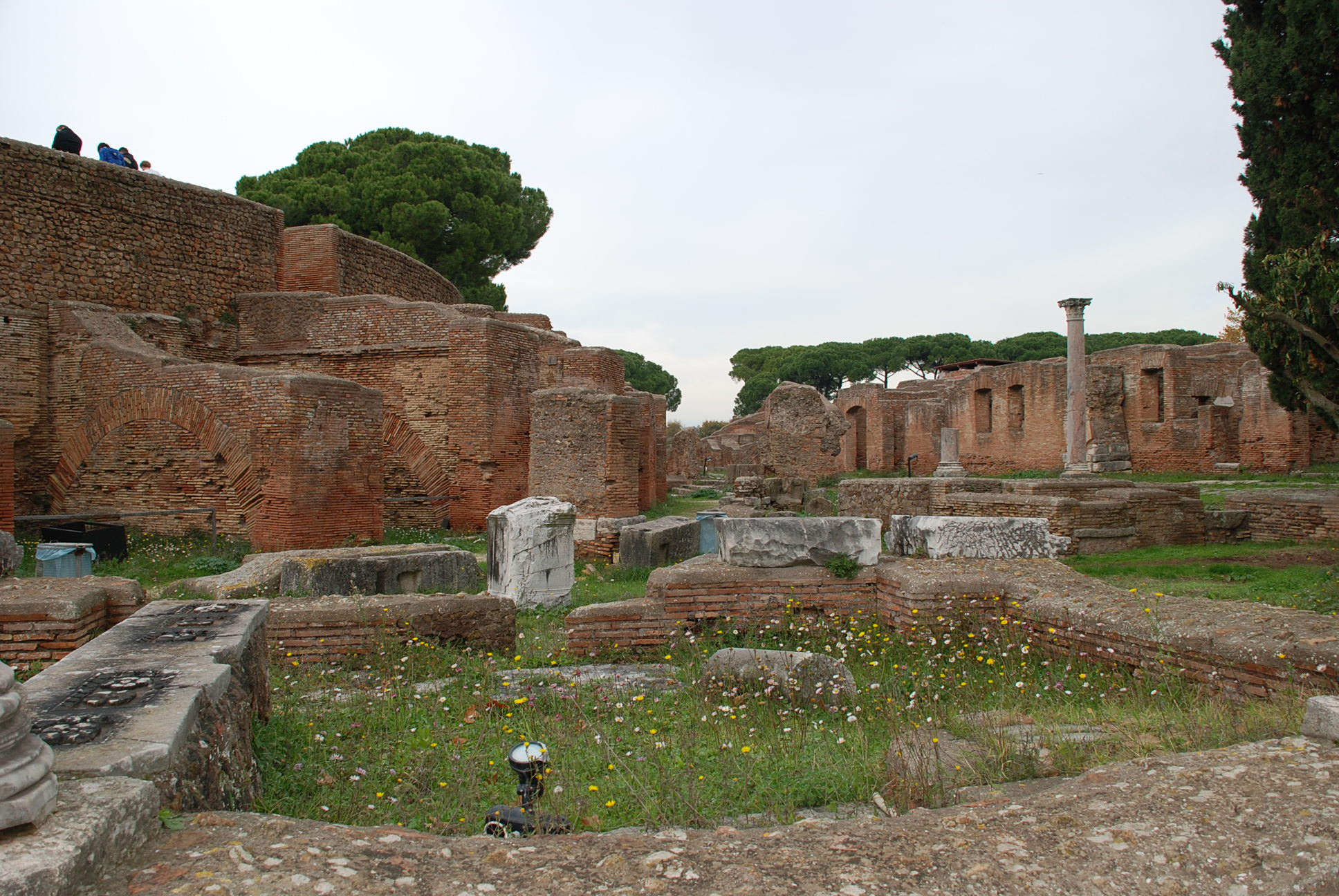
Oratorio cristiano di San Ciriaco

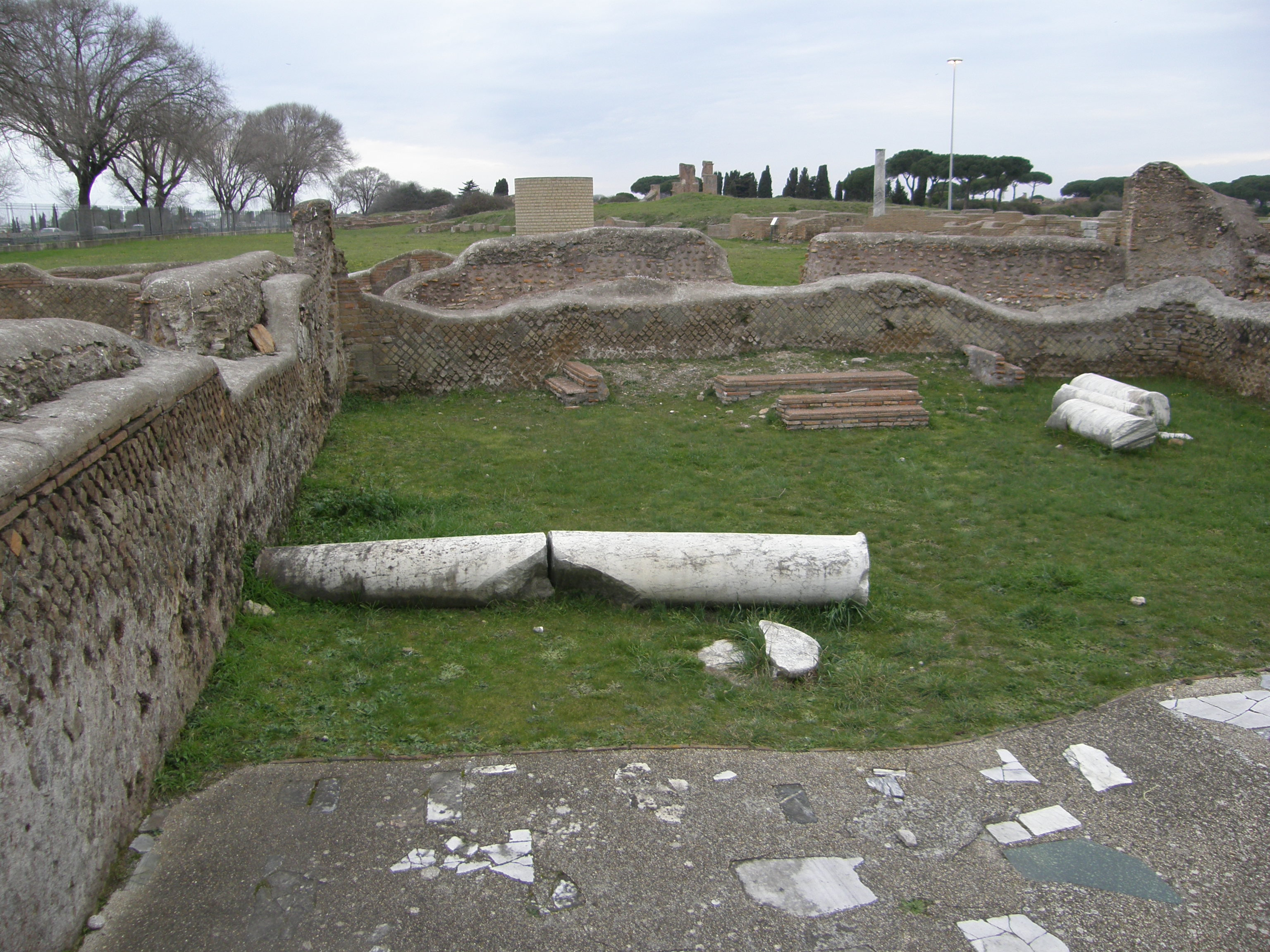
Sinagoga di Ostia

## Luoghi di culto della religione romana

### Templi principali
- Capitolium,il tempio maggiore di Ostia, probabilmente dedicato alla Triade Capitolina.
- Area sacra repubblicana (I, XV) con:
  - Tempio tetrastilo (I,XV,2) in tufo e in opera quasi reticolata, della fine del II secolo a.C. . Conserva basi di colonne e capitelli in tufo stuccato ed era dedicato probabilmente ad Asclepio e ad Igea.[1][2]
  - Aula delle Are (I,XV,3), sistemata nel II secolo per ospitare altari in tufo, il più antico dei quali risale alla metà del III secolo a.C. .[3]
  - Tempio di Ercole (I, XV,5); ultimo quarto del II - prima metà del I secolo a.C., con restauri fino alla fine del IV secolo), orientato esattamente verso est e su podio in tufo, con sei colonne sulla fronte e pronao profondo quattro colonne.[4][5]
  - Tempio dell'Ara rotonda (I,XV,6) ricostruito alla fine del I secolo d.C. con decorazione marmorea.[6][7]
- Quattro tempietti repubblicani (II,VIII,2); all'interno di un recinto, che delimita l'area sacra, nel I secolo a.C. furono costruiti 4 piccoli templi , dedicati alle divinità femminili di Venere, Fortuna, Cerere e Spes, a cui si pensa fossero devoti le persone legate alle attività marinaresche e commerciali.[8] La loro costruzione viene attribuita ad un esponente della nota famiglia ostiense dei Gamala.[9]
- Tempio di Roma e di Augusto, scoperto tra il 1921 e il 1923, si trovava nella parte meridionale del foro. Secondo le più recenti ricostruzioni, era un tempio esastilo, a due celle le cui pareti erano adornate da lesene, che poggiava su un alto podio di quattro metri, cui si accedeva tramite scale laterali; la struttura è stata datata all'epoca traianea ( 98 al 117 d.C. ).[10]
- Tempio nel piazzale delle Corporazioni (II,VII,5)[11]; eretto sotto Domiziano al centro del piazzale delle Corporazioni conserva due delle colonne della facciata e la pavimentazione marmorea della cella. È ignoto a quale divinità fosse dedicato.
- Tempio Rotondo (I,XI,1), costruito sotto Alessandro Severo o Gordiano III (secondo quarto del III secolo), con cella rotonda coperta a cupola, a imitazione del Pantheon, preceduta da un colonnato di 10 colonne su alto podio, con cortile porticato accessibile dalla Basilica e dal decumano massimo; era dedicato probabilmente al culto imperiale, forse in sostituzione di un Augusteum edificato sotto Antonino Pio e noto dalle fonti.[12][13]
- il Tempio di Bellona, la dea italica della guerra;

### Culto imperiale
Oltre che nel tempio di Roma e Augusto e probabilmente nel tempio Rotondo, il culto imperiale veniva praticato anche in ambienti inseriti in spazi pubblici o semipubblici.
- Aula nel caseggiato dei Triclini, interpretata come aula di culto imperiale (I,XII,1)[14], situata sul fondo del cortile e con podio per statue. Era coperta a volta e pavimentata in marmi colorati e aveva pitture ad imitazione di un rivestimento in marmo sulle pareti. Fu sistemata nell'edificio di epoca adrianea in epoca successiva.
- Aula di culto imperiale nella caserma dei Vigili (II, V,1-2)[15], di epoca adrianea e con sistemazioni in epoca severiana. L'aula affacciata sul portico intorno al grande cortile centrale aveva due colonne. Nella seconda fase fu aggiunto un pronao che occupò il braccio del portico, decorato a mosaico. Conserva le basi per le statue in bronzo degli imperatori e il mosaico bianco e nero figurato del pronao, con scena di sacrificio.

### Templi di associazioni
Le sedi collegiali delle corporazioni ostiensi erano a volte dotate di veri e propri templi dedicati alle divinità protettrici dell'associazione.
- Tempio collegiale (I, X,4)[16], iniziato a costruire all'epoca di Alessandro Severo nella sede della corporazione dei fabbricanti di stoppa (corpus stuppatorum) con podio sopraelevato, ma mai completato; nel podio venne in seguito ricavato il mitreo di Fruttuoso.
- Tempio dei Mensores (I,XIX,2)[17] costruito in età traianea presso la sede collegiale del corpus mensorum (corporazione dei misuratori di grano) (I, XIX,1 e 3). Consisteva in un podio con accesso mediante una scalinata in travertino accessibile da via della Foce, e in una cella in laterizio, in origine preceduta dalle colonne del pronao. Era forse dedicato a Cerere.

### Sacelli
Piccoli luoghi di culto privati erano in qualche caso ricavati all'interno delle insule o in spazi di risulta.
- Compitum della piazza dei Lari[18]: in una piazzetta ricavata ad un incrocio tra via dei Lari e la via di Diana venne sistemato un altare marmoreo rotondo tardo-augusteo dedicato ai Lari, preceduto da un bacino rettangolare. In età antonina un'area rettangolare venne delimitata da quattro pilastri angolari e due tratti di muro in laterizio; nel terzo quarto del III secolo vennero chiuse le aperture tra i pilastri e uno stretto ambiente venne aggiunto a sud, tra la struttura e l'altare; sul lato orientale, dove furono lasciate le aperture, furono aggiunti pilastri ad L, forse per sorreggere un balcone.
- Sacello del Silvano (I,III,2)[19]: sacello privato realizzato agli inizi del III secolo all'angolo sud occidentale del caseggiato dei Molini, inserito nel passaggio tra questo caseggiato e la casa di Diana e accessibile dalla parte del passaggio già occupata dallo stabilimento dei Molini.
- Sacelli di Porta Romana (II,II,4)[20]: due ambienti per il culto affacciati sul decumano massimo con ampi passaggi. Il sacello a sinistra, più ampio, in opera laterizia, presenta un mosaico geometrico pavimentale policromo; più tardi il muro di fondo fu ricostruito come abside poco profonda, in opera listata, alla quale venne addossata una base in muratura per la statua di culto. Una porta sulla destra lo mette in comunicazione con l'ambiente nel quale fu realizzato il mitreo. Il secondo sacello, più piccolo presenta ugualmente un mosaico geometrico pavimentale, in bianco e nero, e sul muro di fondo una nicchia intonacata di rosso, al lato della quale era una porta verso il retrostante ambiente del mitreo, più tardi chiusa in opera listata.
- Sacello dell'Ara dei gemelli (II,VII,3)[21]: si tratta di un piccolo ambiente con base per statua collocato all'angolo sud-occidentale del piazzale delle Corporazioni, dove venne rinvenuto un altare in marmo che riporta una dedica del 124 sul quale sono raffigurati Marte e Venere, il carro di Marte e il rinvenimento di Romolo e Remo allattati dalla lupa. L'altare, oggi conservato presso il Museo nazionale romano è sostituito da un calco.

## Luoghi di culto orientali
Il Campo della Magna Mater era un'area dalla forma triangolare, che si trovava tra la Porta Laurentina, le antiche mura repubblicane del Castrum, e la parte finale del Cardo Massimo, dove trovano spazio alcuni culti orientali.
All'interno di questo spazio aperto, utilizzato anche per i riti iniziatici, furono costruiti:
- il tempio della Magna Mater;
- il Santuario di Attis, il mitico pastore amante di Cibele;
- la sede degli Hastiferi;

### Mitrei
In virtù della sua funzione commerciale Ostia attirava genti da tutto il Mediterraneo, che qui lavorano e vivevano con il tutto il loro portato culturale e religioso; qui il culto del dio Mitra trovò terreno fertile, come dimostrato dai 18 mitrei ritrovati in tutta l'are archeologica, escludendo il Sabazeo e il Sacello delle Tre Navate, sui quali ancora si dibatte per la loro attribuzione.
- Mitreo del Caseggiato di Diana (I,III,4)[24]: ricavato agli inizi del III secolo in due stanze all'angolo nord occidentale della casa di Diana; comprende un'anticamera con ingresso spostato di lato, un pozzo e banconi e una stanza più interna, con altri banconi laterali e sul fondo un'edicola arcuata su podio, inquadrata da semicolonnine in stucco sorrette da mensoline in travertino; davanti all'edicola è un altare marmoreo reimpiegato.
- Mitreo di Lucrezio Menandro (I,III,5)[25]: ricavato agli inizi del III secolo in un passaggio tra il caseggiato del Mitreo di Menandro e un caseggiato adiacente, presenta un ingresso con gradini e due banconi laterali; sul fondo è un mosaico geometrico in bianco e nero che precede un podio con altare in muratura rivestito da una lastra di marmo con foro a forma di crescente lunare, dietro il quale veniva posta una lampada; l'altare fu donato dallo schiavo Diocle in onore del sommo sacerdote (pater) Caio Lucrezio Menandro.
- Mitreo di Fruttuoso (I, X,4)[26]: ricavato nel podio destinato ad ospitare il tempio collegiale della corporazione degli stuppatores, iniziato sotto Alessandro Severo e mai realizzato; sotto la parte anteriore del podio è presente un corridoio trasversale, accessibile da un ingresso laterale; da un lato del corridoio una porta con scalini permette di arrivare alla stanza interna, dove il pavimento era stato abbassato e fu costruita una volta a crociera più alta di quella inizialmente prevista; erano presenti banconi sulle pareti, dipinte di bianco e una piccola nicchia sul muro di fondo, tra colonnine in marmo, in origine rivestita di cementizio ad imitazione della grotta natale del dio e dipinta di blu, che doveva ospitare una piccola statua; davanti alla nicchia erano supporti in marmo per una tavola e due piccoli basamenti, uno in marmo e uno in travertino, dovevano ospitare le statue dei geni Cautes e Cautopates. Una piccola cornice marmorea riporta l'iscrizione di dedica da parte di Fruttuoso, patrono del corpus stuppatorum. Il mitreo venne distrutto da un incendio da parte dei Cristiani.
- Mitreo di Felicissimo (V,IX,1): costruito nella seconda metà del III secolo all'interno di un edificio del II secolo, presenta, nel pavimento, un mosaico in bianco e nero in cui sono raffigurati, entro specchiature nere, i simboli dei sette gradi dell'iniziazione mitraica, dal più basso (in prossimità dell'ingresso) al più alto (in prossimità della parete di fondo e dello scomparso altare); nell'ultimo pannello è anche l'iscrizione dedicatoria FELICISSIMVS / EX VOTO F(ecit).[27]

- Mitreo delle Terme del Mitra (I,XVII,2)[28]: costruito nella prima metà del III secolo in ambienti voltati di servizio nei sotterranei delle terme del Mitra, ospita una statua in marmo del dio che si accinge ad uccidere il toro, del II secolo, restaurata per l'occasione. Sul petto del toro è l'iscrizione in greco Kriton di Atene fece, che si riferirebbe allo scultore, oppure al donatore. La statua è disposta scenograficamente su un basamento obliquo, illuminato dalla luce diurna che arriva da un lucernario superiore. Vi furono rinvenute anche delle piccole piramidi in tufo che simboleggiavano la nascita del dio dalla roccia e tracce di pitture sulle pareti.
- Mitreo del Palazzo imperiale[29]: costruito nel 162, come testimonia l'iscrizione di dedica sul pavimento in mosaico di tessere bianche. Alle pareti, rivestite da semplice intonaco rosso, aveva podi, con nicchia centrale per statuette di Cautes e Cautopates, poste su basi con bassorilievi che li raffigurano, accanto all'iscrizione di dedica di un sovraintendente del luogo sacro. Sul lato di ingresso, all'angolo sud-est è presente una nicchia con base dotata di un foro per la collocazione di una lampada. Sul muro di fondo c'è un basamento in tufo preceduto da gradini in marmo, sormontati al centro da una base in muratura con sopra un altare in marmo, offerto dallo stesso donatore delle statuette. In una stanza adiacente è stata trovata una nicchia con mosaico policromo raffigurante Silvano.
- Mitreo Fagan[30], scavato tra il 1794 e il 1802 dal pittore Robert Fagan, doveva trovarsi tra il cosiddetto "Palazzo imperiale" e la foce. Vi fu rinvenuto un gruppo marmoreo di Mitra che uccide il toro, ora ai Musei Vaticani e una statua di Aion, dedicata nel 190.
- Mitreo Aldobrandini (II, I,2)[31]: addossato nel tardo II secolo ad una delle torri e ad un tratto del lato orientale delle mura del I secolo a.C., nella proprietà della famiglia Aldobrandini, in una zona non accessibile al pubblico; è stato scavato solo nella parte settentrionale, addossata alla torre. Si conserva la fine dei banconi laterali. L'estremità nord era leggermente rialzata e preceduta da un'area pavimentata in marmi colorati e limitata da pilastri in laterizio e da una tavola in lastre di marmo; sul fondo è presente un altare in lastre marmoree con l'iscrizione di dedica da parte del pater Sesto Pompeio Massimo, sacerdote del Sole. L'iscrizione menziona il rivestimento in marmo dei banconi (indicati come praesepia e segnalando la loro lunghezza complessiva di 68 piedi), di un trono e di un rilievo in marmo, quest'ultimo in sostituzione di una pittura su stoffa, danneggiata dall'umidità.
- Mitreo di Porta Romana (II, II,5)[32]: venne realizzato in opera listata in un ambiente alle spalle di un piccolo sacello affacciato sul decumano massimo, nel corso del III secolo. L'ingresso si trovava sul lato nord e sui muri laterali erano allineati i podi. All'ingresso si trova una piccola vasca per l'acqua, nei pressi della quale si è conservato un tratto del rivestimento marmoreo del pavimento e dei podi. Sul lato di fondo, verso sud, i podi laterali si interrompono e restano le fondazioni di un altare.
- Mitreo dei marmi colorati (IV,IX,5)[33]. In quella che era una caupona (osteria, bettola) del III sec. d.C. edificata fuori Porta Marina, in prossimità delle terme di Porta Marina, viene a installarsi, nel IV sec., un mitreo - l'unico extraurbano finora noto a Ostia - che trasforma completamente la destinazione d'uso dell'edificio. Rialzando un ambiente semi sotterraneo, si realizzò lo speculum mitraico, ossia l'aula di culto, che venne pavimentato con circa un migliaio di piccole lastrine irregolari di marmi colorati provenienti dai quattro angoli dell'Impero, tutte di reimpiego, che valgono al mitreo la sua attuale denominazione.

## Luoghi di culto cristiani
- Oratorio delle Terme del Mitra (I, XVII,2)[34]: l'oratorio cristiano venne installato nella seconda metà del IV o nel V secolo in uno degli ambienti del settore nord delle terme, dotato di un'abside, al di sopra del mitreo sistemato nei sotterranei, che venne distrutto. Venne sistemato un presbiterio rialzato con abside, con un recinto di cui restano i pilastrini con monogramma cristiano. Sono state rinvenute anche delle mense di altare marmoree a sigma.
- Aula del Buon Pastore (I, II,4)[35]: ambiente con nicchia semicircolare coperta a semicupola sul muro di fondo in opera listata, realizzato alla metà del IV secolo alle spalle della sede collegiale del corpus dei lenuncularii traiectus Luculli ("Basilica", I, II,3), accessibile da uno stretto corridoio laterale e a lato di una scala e di una latrina, ambienti di servizio della sede collegiale; presenta un pavimento in lastre di marmo di reimpiego e mosaico bianco; l'ambiente è stato interpretato come aula di culto cristiana in seguito al ritrovamento di una colonna con figura del Buon Pastore a rilievo.
- Oratorio cristiano presso il teatro (II, VII,1)[36]: si trovava nello spazio triangolare compreso tra il teatro, il decumano massimo e gli edifici affacciati su via delle Corporazioni, in un'epoca in cui il livello si era considerevolmente rialzato, obliterando gran parte dei resti delle strutture che in precedenza decoravano l'area. Il luogo è probabilmente identificabile con la chiesa di San Ciriaco, che, sebbene in rovina, veniva ancora visitata in pellegrinaggio nel XII secolo dai fedeli provenienti da Gregoriopoli (Ostia Antica).

## Luoghi di culto ebraici
- Sinagoga di Ostia Antica; è la più antica sede di culto ebraico in Europa occidentale. La sinagoga, scoperta nel 1961, si estende su 850 metri quadri e contiene vari locali con diverse funzioni: dalla cottura del pane azzimo, al lavacro in vista del seppellimento, alla sala di riunione per le preghiere. Risalente al I secolo d.C., pare che la sinagoga sia rimasta in uso fino al IV secolo. [37]
- Mikveh (bagno rituale); nel 2024 è stato ritrovato un mikveh, il bagno rituale purificatorio ebraico, di cui restano gradini che conducono ad un pozzo di captazione dell’acqua di falda, scavati tra pareti rivestite di intonaco idraulico. Nel pozzo sono state ritrovatre anche alcune statuette e lucerne, una delle quali con incisi simboli ebraici. L'ipotesi è che il pozzo fosse funzionale ad un centro di aggregazione della comunità ebraica ostiense.[38]